# La fortuna de Kentucky
La fortuna de Kentucky (títol original: Kentucky Kernels) és una comèdia estatunidenca de 1934 dirigida per George Stevens i protagonitzada pel duet còmic format per Bert Wheeler i Robert Woolsey. El guió va ser escrit per Bert Kalmar, Harry Ruby i Fred Guiol, a partir d'una història de Kalmar i Ruby. Està doblada al català.

## Argument
El Gran Elmer i Companyia, són dos mags sense feina que ajuden a Jerry Bronson a cuidar del nen Spanky Milford. Quan Bronson es recupera i fuig, la parella es queda atrapada amb el nen petit. Però Spanky hereta una fortuna a Kentucky, així que es dirigeixen cap al sud, a Banesville, on els Milford i els Wakefield estan duent a terme una amarga lluita.

## Repartiment
- Bert Wheeler com Willie Doyle
- Robert Woolsey com Elmer Dugan
- Mary Carlisle com Gloria Wakefield
- 'Spanky' McFarland com Spanky
- Noah Beery com Coronel Wakefield
- Lucille LaVerne as tieta Hannah Milford
- Margaret Dumont com Mrs. Baxter
- Sleep 'n' Eat com Buckshot
- Dorothy Granger com Ethel (sense acreditar)
- Harry Bernard com indigent (sense acreditar)
- Charlie Hall com propietari botiga de cigarrets (sense acreditar)
- Clarence Wilson  com Peck (sense acreditar)